# Épinard
Spinacia oleracea
Pour les articles homonymes, voir Épinard (homonymie).
Espèce
Classification phylogénétique
L'épinard (Spinacia oleracea) est une plante potagère, annuelle ou bisannuelle, de la famille des Chenopodiaceae ou des Amaranthaceae selon les classifications. Originaire d'Iran (il tire son nom du persan اسفناج āsfanāǧ), il est aujourd'hui cultivé dans toutes les régions tempérées pour ses qualités nutritionnelles.
Il est célébré dans la bande dessinée Popeye comme un légume riche en fer qui donne sa force au héros, bien qu'en réalité sa teneur en fer ne soit pas particulièrement élevée. 

## Description
Contrairement à la grande majorité des plantes à fleurs ou des plantes utilisées comme légumes, l'épinard est une plante dioïque, c’est-à-dire que des pieds différents portent soit des fleurs mâles soit des fleurs femelles,.
La pollinisation se fait par le vent (anémogame) : le pollen, très petit et léger, se transporte sur des kilomètres. Cela est corrélé au fait que les fleurs, elles-mêmes petites et vertes, n'attirent pas les insectes.
Ses feuilles, lisses ou cloquées, sont d'un vert foncé.

## Histoire
Le lieu de domestication de l'épinard serait l'Asie centrale dans la région des actuels Afghanistan et Tadjikistan d'où il aurait ensuite gagné la Perse vers le VIe siècle. 
L'épinard est introduit en Europe au Moyen Âge, au XIIe siècle par les Arabes, qui le cultivent dans le sud de l'Espagne. Il semble que son arrivée en France soit également contemporaine de cette époque à moins que l'épinard n'ait été ramené dans le cadre des croisades. Toujours est-il que le nom espinarde est attesté en français dès 1256. Il est mentionné ensuite au XIV siècle, notamment dans le Ménagier de Paris ou le Viandier et il est surtout consommé au moment du carème  car il se récolte tôt dans l'année. Il a été popularisé en France durant  la Renaissance par Catherine de Médicis (1519-1589), car elle en réclame dès son arrivée à la Cour d'Henri II (1519-1557) en 1547. Cuisinés avec de la crème, c'est de cette époque que date la recette des épinards « à la florentine ». Au XVIIe siècle sa culture remplace celles de nombreux autres légumes tels que l'arroche ou la livèche. En France il reste pourtant longtemps mal aimé, même si des auteurs comme Stendhal ou Alexandre Dumas cherchent à le réhabiliter au XIXe siècle,.

## Culture
L'épinard est cultivé toute l'année dans les climats tempérés où il fleurit en été en raison de la hausse de la température.

Il existe des épinards de printemps, d'été et d'hiver. Selon la date du semis, l'épinard est donc annuel ou bisannuel.
En 2023, 16 variétés sont inscrites au catalogue officiel français.
De nouvelles variétés ont été créées qui résistent mieux à des maladies et à des virus tels que Peronospora, CMV.

## Production
| Production en tonnes. Données 2012-2013 (en tonnes) Données de FAOSTAT (FAO) | Production en tonnes. Données 2012-2013 (en tonnes) Données de FAOSTAT (FAO) | Production en tonnes. Données 2012-2013 (en tonnes) Données de FAOSTAT (FAO) | Production en tonnes. Données 2012-2013 (en tonnes) Données de FAOSTAT (FAO) | Production en tonnes. Données 2012-2013 (en tonnes) Données de FAOSTAT (FAO) | Production en tonnes. Données 2012-2013 (en tonnes) Données de FAOSTAT (FAO) |
| ---------------------------------------------------------------------------- | ---------------------------------------------------------------------------- | ---------------------------------------------------------------------------- | ---------------------------------------------------------------------------- | ---------------------------------------------------------------------------- | ---------------------------------------------------------------------------- |
| Chine                                                                        | 20 079 200                                                                   | 90 %                                                                         | 21 067 800                                                                   | 91 %                                                                         |                                                                              |
| États-Unis                                                                   | 354 050                                                                      | 2 %                                                                          | 336 200                                                                      | 1 %                                                                          |                                                                              |
| Japon                                                                        | 263 500                                                                      | 1 %                                                                          | 258 427                                                                      | 1 %                                                                          |                                                                              |
| Turquie                                                                      | 222 225                                                                      | 1 %                                                                          | 220 274                                                                      | 1 %                                                                          |                                                                              |
| Indonésie                                                                    | 155 070                                                                      | 1 %                                                                          | 131 248                                                                      | 1 %                                                                          |                                                                              |
| France                                                                       | 99 124                                                                       | 0 %                                                                          | 118 709                                                                      | 1 %                                                                          |                                                                              |
| Iran                                                                         | 107 000                                                                      | 0 %                                                                          | 105 118                                                                      | 0 %                                                                          |                                                                              |
| Belgique                                                                     | 78 800                                                                       | 0 %                                                                          | 100 900                                                                      | 0 %                                                                          |                                                                              |
| Pakistan                                                                     | 107 964                                                                      | 0 %                                                                          | 100 151                                                                      | 0 %                                                                          |                                                                              |
| Corée du Sud                                                                 | 96 170                                                                       | 0 %                                                                          | 91 116                                                                       | 0 %                                                                          |                                                                              |
| Autres pays                                                                  | 692 134                                                                      | 3 %                                                                          | 701 955                                                                      | 3 %                                                                          |                                                                              |
| Total                                                                        | 22 255 238                                                                   | 100 %                                                                        | 23 231 898                                                                   | 100 %                                                                        |                                                                              |

## Utilisation

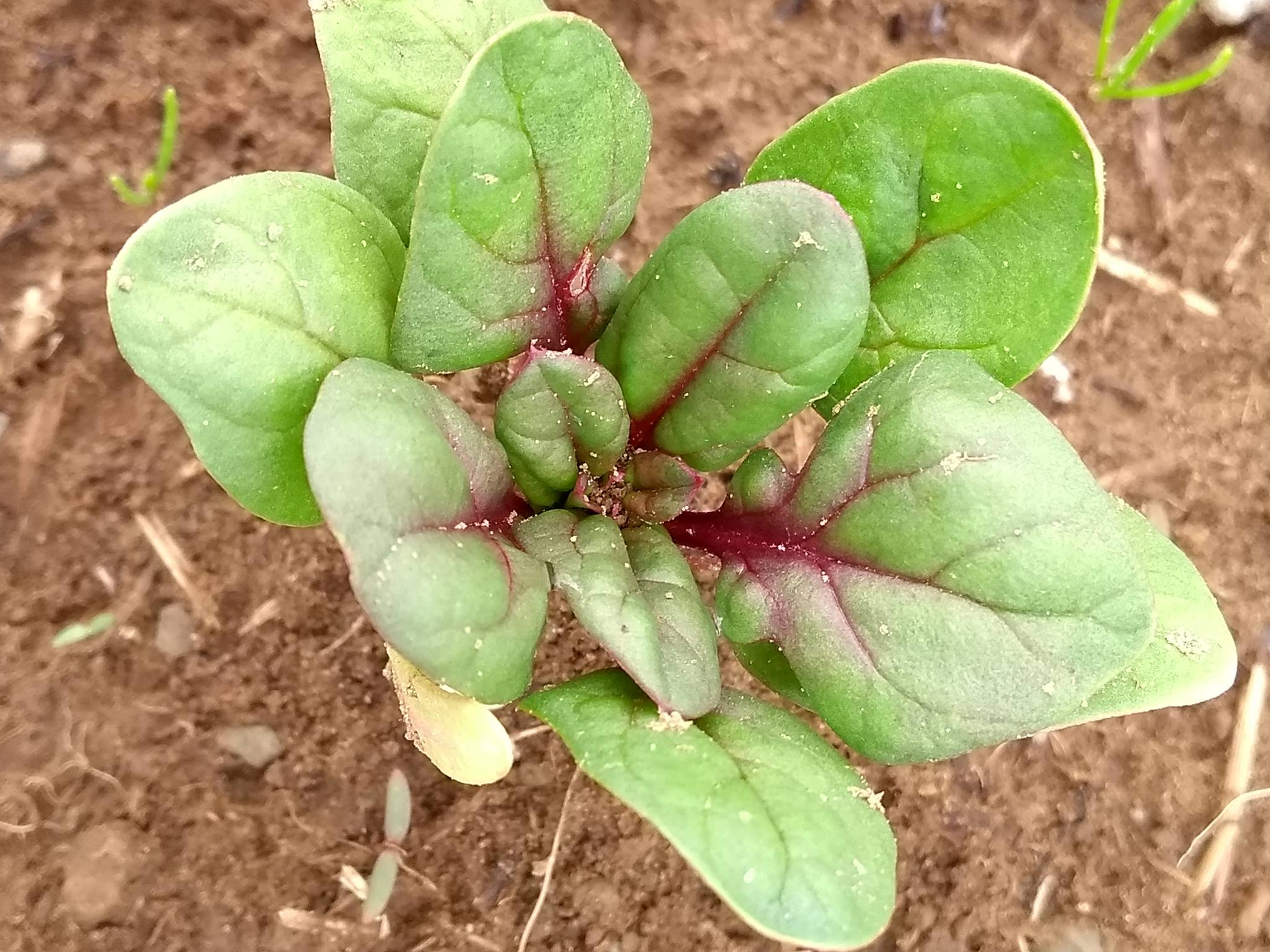
Variété d'épinard.

En Occident et au Moyen-Orient, il est utilisé en cuisine, cru ou cuit, haché ou en branches, dans de nombreuses recettes salées. On trouve cependant des traces de recettes sucrées en Europe occidentale à la Renaissance et au XIXe siècle.

## Propriétés
L'épinard est riche en nitrates qui se transforment en nitrites grâce à des bactéries de la bouche. Ces nitrites sont impliqués dans la vasodilatation et la fluidification du sang, ce qui améliore l'afflux de sang dans certaines zones du cerveau qui, avec le temps, sont moins perfusées. Une dose quotidienne d'épinard peut potentiellement prévenir la démence et la baisse cognitive en améliorant cet afflux sanguin cérébral.
L'épinard est l'une des meilleures sources connues de vitamine B9 ou acide folique. La consommation d'une quantité suffisante d'acide folique à partir de quatre semaines avant la grossesse permet de diminuer fortement l'incidence du Spina bifida et des mal-fermetures du tube neural, des malformations graves du fœtus.
Il contient de l'ecdystérone, un stéroïde végétal susceptible d'augmenter la force et la masse musculaire des athlètes en agissant sur le récepteur des œstrogènes et une flavone glucuronée (TMMG Milieu Tris Minéral avec Gluconate) qui a démontré en modèle murin une capacité de réduire l'inflammation et  la dégradation de l'épaisseur du cartilage articulaire dans l'arthrose.

## La légende du fer
Contrairement à une légende tenace, l'épinard n'est pas la meilleure source de fer alimentaire. Le taux de fer de l'épinard a été grandement surévalué au XIXe siècle. L'origine de cette croyance du taux élevé de fer dans les épinards aurait deux sources possibles. La première est une publication du chimiste allemand Emil von Wolff datant de 1870. Mandaté pour évaluer la composition nutritionnelle de nombreux aliments, dont les épinards, il obtient une valeur de 2,7 mg par 100 g. Il remet ses résultats à sa secrétaire pour retranscription, mais cette dernière fait une erreur de frappe et place mal la virgule, transformant le 2,7 en 27 mg, ce qui attribue à l'épinard dix fois sa teneur réelle en fer,. La seconde est une publication d'un autre chimiste allemand, Gustav von Bunge, qui, en 1890, trouvait 35 mg de fer pour 100 g mais dans l'épinard séché réduit en poudre. La vérité sur la teneur en fer de ce légume vert fut rétablie par d'autres chimistes allemands en 1937 mais resta confidentielle jusqu'à ce que T.J. Hamblin fasse part de cette « supercherie » dans le British Medical Journal en 1981. Mais à bien des égards, ce mythe de l'épinard comme le légume riche en fer par excellence est encore vivace aujourd'hui.

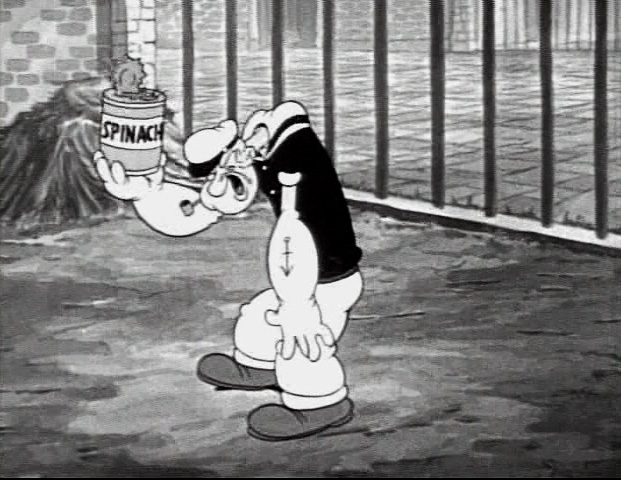
Popeye sur le point d’avaler ses épinards dans Little Swee'Pea (1936).

En réalité, l'origine du mythe de l'épinard meilleure source de fer reste inconnue. En 1972, le nutritionniste américain Arnold E. Bender introduit l'idée que cette croyance en l'importance du fer dans les épinards popularisée par Popeye était liée à l'erreur de décimale qu'aurait faite la secrétaire du scientifique E. von Wolff, erreur qui n'aurait été corrigée qu'à la fin des années 1930 par d'autres scientifiques allemands. Dans un article humoristique sur les légendes urbaines scientifiques publié en 1981 dans le British Medical Journal, le médecin britannique Hamblin popularise cette analyse. Dans les années suivantes, celle-ci est reprise par de très nombreux auteurs, aussi bien dans des articles scientifiques que journalistiques, souvent pour critiquer les mythes acceptés trop facilement. En 2010, dans un article paru dans Internet Journal of Criminology, le criminologue britannique Mike Sutton a montré que cette prétendue erreur de décimale était elle-même un mythe. En effet, celle-ci n'apparaît pas dans la littérature scientifique avant l'article de 1981, et ce ne sont pas des chercheurs allemands du XIXe siècle qui avaient surestimé la teneur en fer des épinards, mais une équipe de l'université du Wisconsin en 1934, laquelle avait d'ailleurs corrigé ses données dès 1936.

## Divers
Dans le calendrier républicain français, le 16e jour du mois de ventôse, est officiellement dénommé jour de l'Épinard.